# Edouard Tzschupke

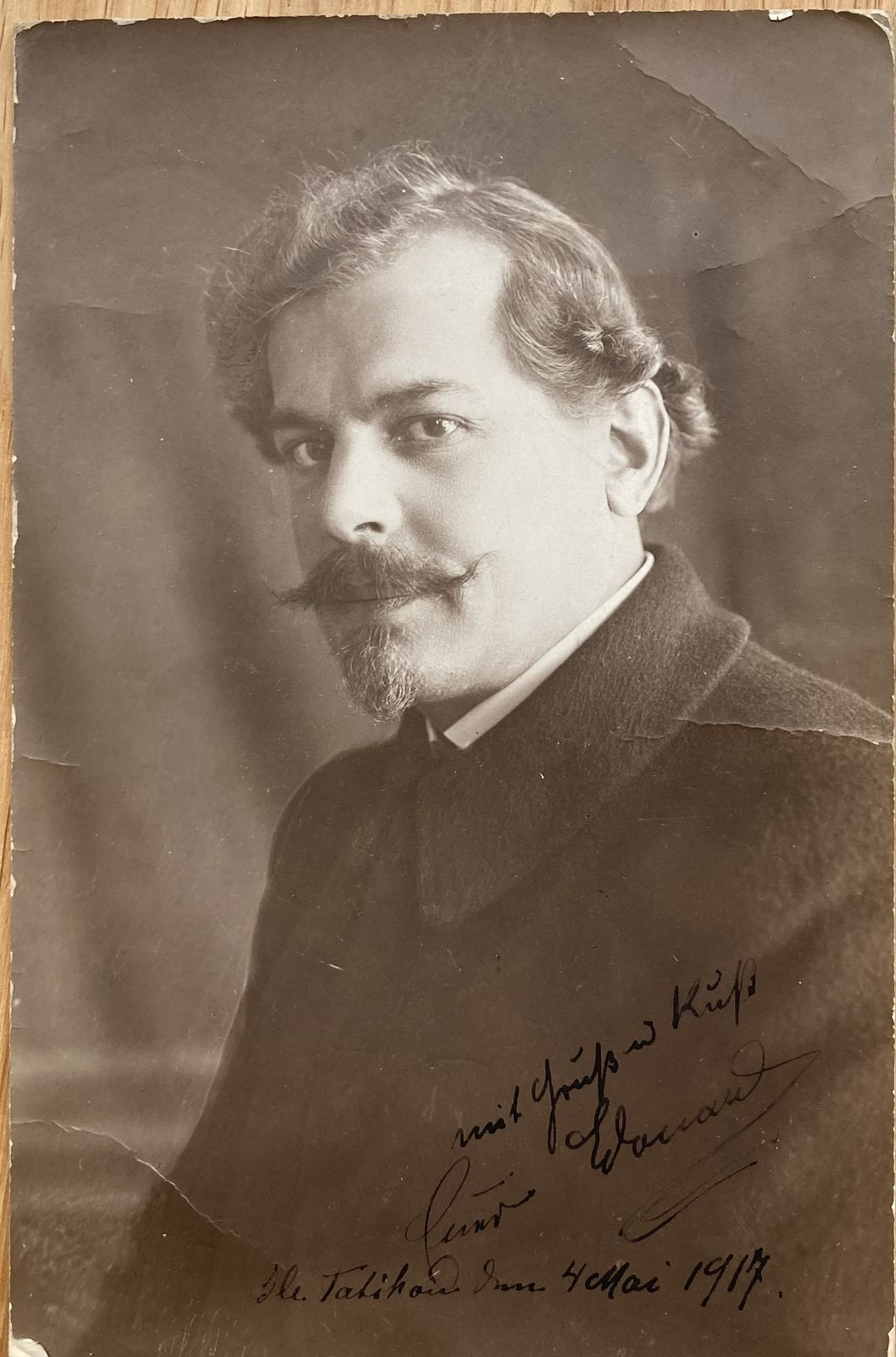
Edouard Tzschupke, 1917

Charles Edouard Tzschupke (* 31. Januar 1875 in Saarburg, Elsaß-Lothringen; † 24. Oktober 1929 in Strasbourg) war ein französischer Impressionist.

## Leben
Tzschupke kam als Kind des Deutschen Charles Théophile Tzschupke und der aus Sélestat stammenden Elsässerin Joséphine Kornemann im lothringischen Saarburg (heute Sarrebourg, Frankreich) zur Welt. Die Familie wohnte in der Rue Finkmatt 10 in Straßburg. Dort besuchte er bis 1889 das Gymnasium (französisch école réservée à l’élite citadine). Mit 14 Jahren verließ Edouard Tzschupke die Schule, ging nach Paris, wo er in den Ets. Gattiker eine Ausbildung als Zeichner machte. Gleichzeitig besuchte er die damalige École des Arts Décoratifs in Paris, um seine künstlerischen Fähigkeiten als Maler zu perfektionieren. In seinem Stil war er erkennbar durch Claude Monet und andere französische zeitgenössische Impressionisten geprägt. Vor dem Ersten Weltkrieg konnte er wiederholt Gemälde im Salon des Artistes Français ausstellen. Am 7. Oktober 1905 heiratete Tzschupke in Paris Marie Louise Lanveau (geb. 22. April 1877). Das Paar hatte keine Kinder.
Während des Ersten Weltkrieges wurde er als Deutscher an verschiedenen Orten interniert, u. a. auf der Île Tatihou in der Normandie. Nach 1918 nahm er die französische Staatsangehörigkeit an und ließ sich wieder in Strasbourg nieder. Dort erhielt er den ehrenden Beinamen „Rosen- und Münstermaler“. Er konnte seine Bilder bei verschiedenen Ausstellungen präsentieren, so im Mai 1920 im Salon des Artistes alsaciens au Magmod (der früheren Galeries Lafayettes) und im Mai 1922 im Salon des Artistes alsaciens in der Orangerie in Strasbourg.
 

1922 erlitt Tzschupke einen Schlaganfall, der ihn linksseitig lähmte. Trotzdem setzte er seine künstlerische Arbeit fort. Er starb 1929 an einem zweiten Schlaganfall. Tzschupke wurde auf dem Friedhof St. Hélène in Strasbourg beigesetzt.

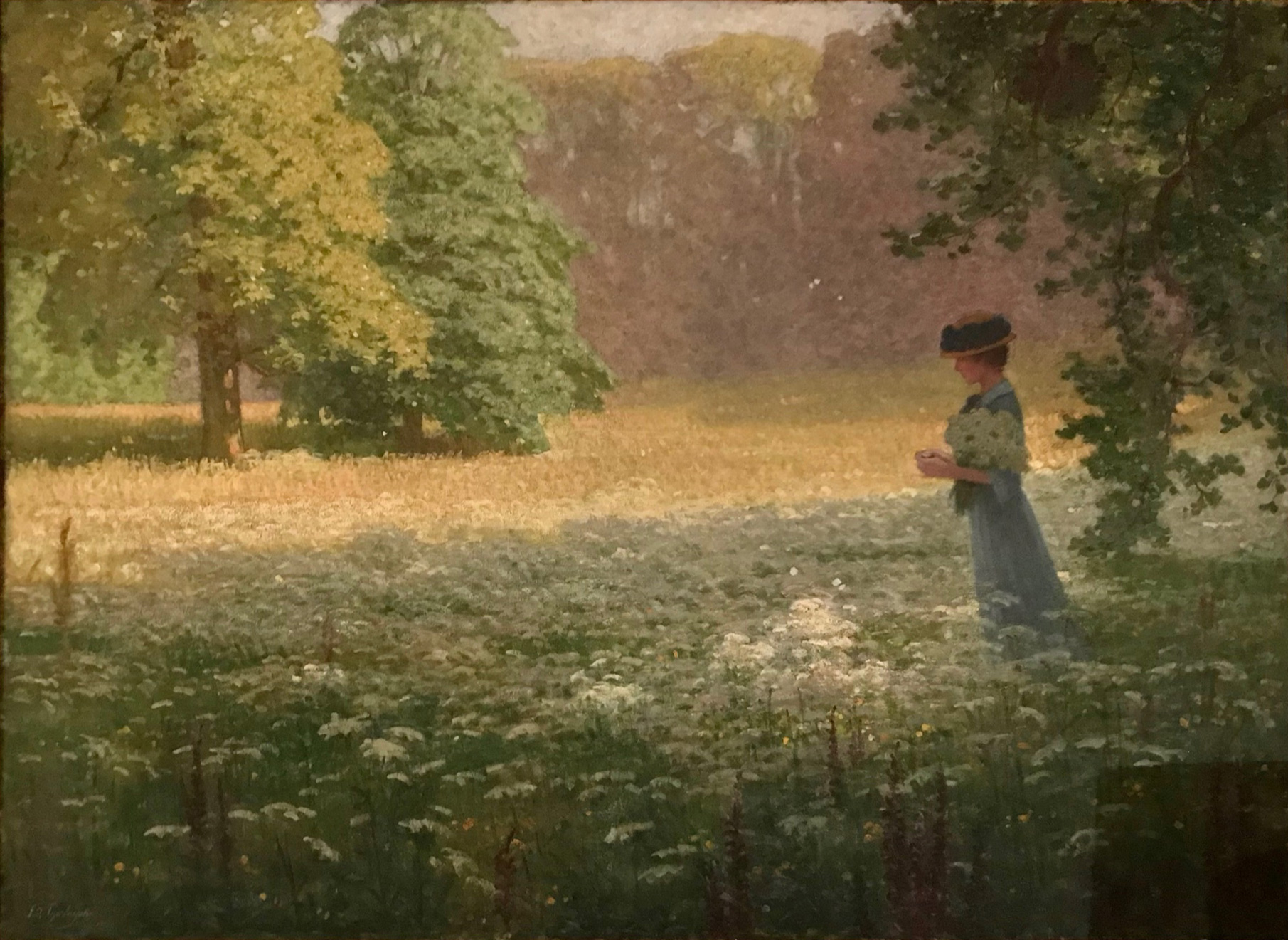
Edouard Tzschupke, 1909: Printemps; Öl auf Leinwand, ausgestellt im Salon des Artistes Français 1910